# Conacul Damokos Mihály
Conacul Damokos Mihály este un monument istoric aflat pe teritoriul satului Cernat; comuna Cernat.